# Joaquim Abad i Guirbau
Joaquim Abad i Guirbau   (Santa Coloma de Gramenet, 20 de març de 1958) és un ex-pilot de trial català que destacà en competicions estatals a finals de la dècada de 1970 i començaments de la de 1980.
Abad va començar a competir el 1973 i va estar en actiu com a professional fins al 1981, sempre com a membre de l'equip oficial d'OSSA. Al costat dels seus companys Toni Gorgot, Albert Juvanteny, Quico Payà i Gabino Renales, entre d'altres, fou un dels pilots destacats de la marca al campionat d'Espanya de trial. Va competir també durant diverses temporades al campionat del món de trial (dues d'elles, 1978 i 1979, tenint-hi com a company d'equip l'anglès Mick Andrews). El tancament d'OSSA va estroncar la seva prometedora carrera a només 21 anys.

## La relació amb Eivissa
El 1980, Joaquim Abad va participar en la segona edició dels Dos Dies de Trial Illa d'Eivissa, on fou tercer en una edició que va guanyar el seu company d'equip Toni Gorgot. Allà, Abad va entaular una bona amistat amb Xicu Bufí, l'impulsor de la prova, i finalment es va acabar establint a l'illa el 1996, on resideix actualment a prop de la platja de ses Salines i es dedica a negocis relacionats amb el turisme. Abad va arribar a guanyar en una ocasió els Dos Dies d'Eivissa, concretament el 1985.

## Palmarès
| Any  | Motocicleta | C. d'Espanya |
| ---- | ----------- | ------------ |
| 1977 | OSSA        | 3r Sènior    |
| 1978 | OSSA        | 6è           |
| 1979 | OSSA        | 10è          |
| 1980 | OSSA        | 9è           |
| 1981 | OSSA        | 6è           |